# Deckungssignal
Das Deckungssignal (Abkürzung: Dksig) ist ein Eisenbahnsignal. Es sichert besondere Gefahrenstellen im Gleis, z. B. bewegliche Brücken in Hafengebieten oder auf der freien Strecke, höhengleiche Bahnsteigzugänge (wo Fahrgäste beim Ein- und Aussteigen das Gleis überqueren müssen) oder besondere Bahnübergänge. Ursprünglich kam dazu ein stellbares Signal Sh 2 – Schutzsignal (ehemals: Signal Ve 1 – Deckungscheibe) zur Anwendung, heutzutage werden dazu in der Regel Hauptsignale verwendet.
Das Deckungssignal ist einer Deckungsstelle zugeordnet. Wenn die Deckungsstelle die Aufgaben einer Blockstelle wahrnimmt, kann das Deckungssignal zugleich ein Blocksignal sein.

## Galerie

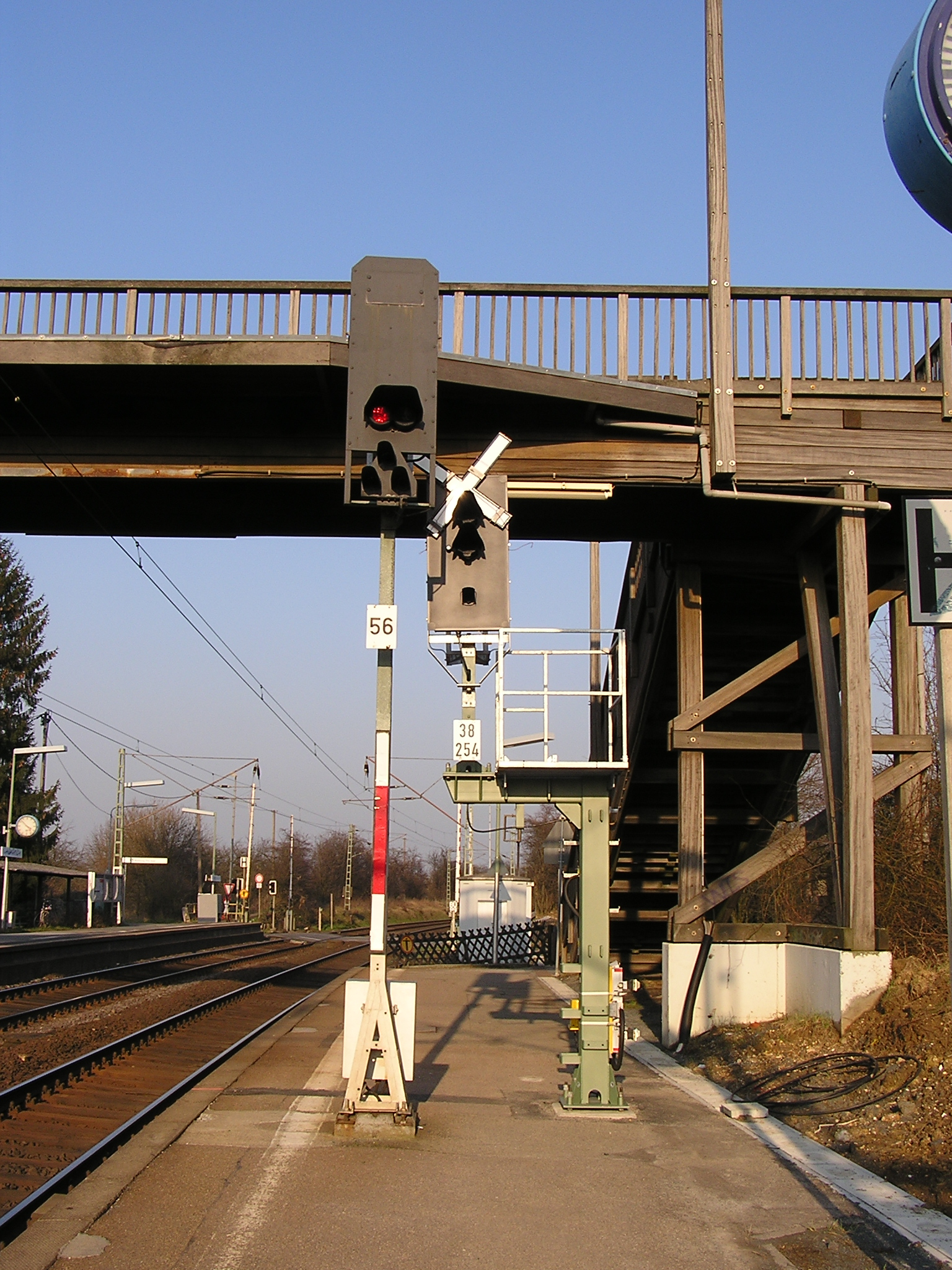
Blocksignale (H/V und neueres Ks), die den sich anschließenden Bahnübergang decken
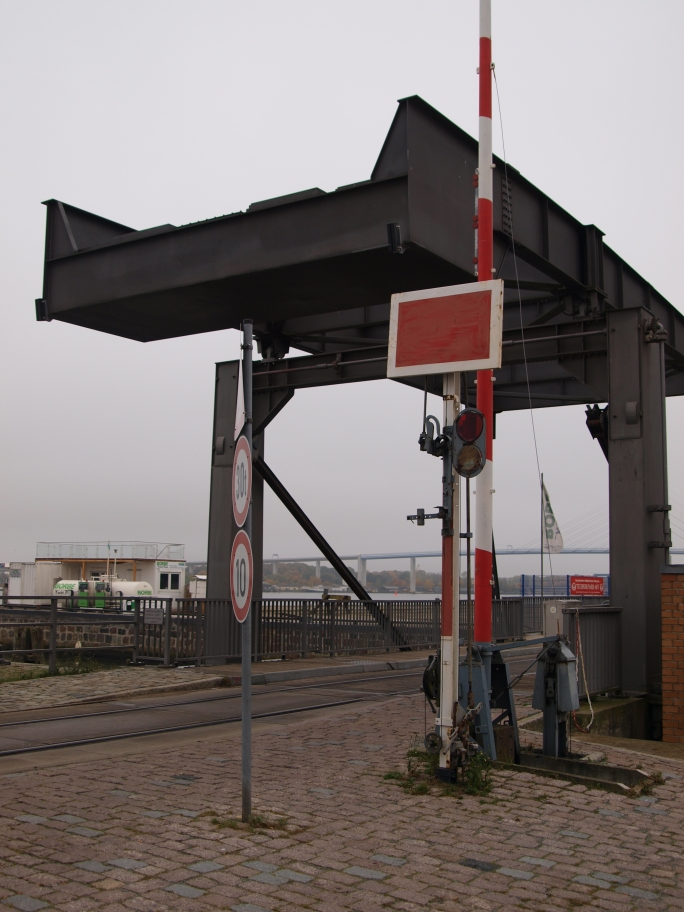
Deckungssignal vor der Waagebalken-Klappbrücke über den Querkanal in Stralsund.